# Brett Lunger
Brett Lunger est un coureur automobile américain né le 14 novembre 1945 à Wilmington au Delaware.
Brett Lunger est l’un des pilotes qui ont contribué à sauver la vie de Niki Lauda à la suite de son dramatique accident au Nurburgring en 1976. Après que Lauda a perdu le contrôle de sa monoplace et tapé le talus à 290 km/h, sa voiture a retraversé la piste, heurté les glissières de sécurité et s’est embrasée. Harald Ertl et Brett Lunger tapèrent alors violemment la Ferrari en perdition. Arturo Merzario et Guy Edwards stoppèrent alors leur monoplace pour extraire le pilote autrichien du brasier, rejoints par un commissaire de piste puis par Ertl et Lunger.
Lunger a "explosé" trois moteurs en un week-end à Rouen.

## Résultats en championnat du monde de Formule 1
| Saison | Écurie                                              | Châssis                             | Moteur  | Pneus    | GP disputés | Points inscrits | Classement |
| ------ | --------------------------------------------------- | ----------------------------------- | ------- | -------- | ----------- | --------------- | ---------- |
| 1975   | Hesketh Racing                                      | Hesketh 308                         | Ford V8 | Goodyear | 3           | 0               | n.c.       |
| 1976   | Team Surtees                                        | Surtees TS19                        | Ford V8 | Goodyear | 10          | 0               | n.c.       |
| 1977   | Chesterfield Racing                                 | March 761 McLaren M23               | Ford V8 | Goodyear | 11          | 0               | n.c.       |
| 1978   | Liggett Group/B & S Fabrications Team Tissot Ensign | McLaren M23 McLaren M26 Ensign N177 | Ford V8 | Goodyear | 10          | 0               | n.c.       |